# Бондарєв Валерій Петрович
Вале́рій Петро́вич Бо́ндарєв (18 лютого 1941) — народний депутат України 1-го скликання.

## Біографія
Народився 18 лютого 1941 року, в селянській сім'ї. Білорус, освіта вища, інженер-механік, Одеський технологічний інститут харчової і холодильної промисловості.
Перший секретар Овруцького РК КПУ.
1991 Заступник Голови виконкому Житомирської обласної Ради народних депутатів.
1992 Заступник Представника Президента України в Овруцькому районі.
Член КПРС.
Висунутий кандидатом у народні депутати трудовими колективами Овруцького рудоуправління, районного вузла зв'язку, Овруцького льонозаводу, колгоспу «Україна», молочноконсервного комбінату, швейної фабрики «Овручанка», колгоспу ім. Тельмана, Товкачівського щебзаводу, колгоспу ім. Налепки-Репкіна, міжколгоспного лісгоспу, колгоспу «Шлях Ілліча», Наринського щебзаводу, В\Ч 11603, 61514.
18 березня 1990 року обраний народним депутатом України 1-го скликання, 2-й тур 55.05 % голосів,68.37 % голосів, 4 претендентів.
Член Комісії ВР України з питань Чорнобильської катастрофи.
- Житомирська область
- Овруцький виборчий округ № 164
- Дата прийняття депутатських повноважень: 15 травня 1990 року.
- Дата припинення депутатських повноважень: 10 травня 1994 року.